# Гаджизаде, Алибала
Алибала Гаджизаде (азерб. Əlibala Hacızadə; 28 августа 1935, Агаликенд, Билясуварский район — 8 октября 2009, Баку ― азербайджанский писатель, востоковед, кандидат филологических наук, переводчик.

## Биография
Алибалы Гаджизаде родился 28 августа 1935 года в селе Агаликенд Билясуварского района Азербайджанской ССР. Учился на персидском отделении факультета востоковедения Бакинского государственного университета. 
После окончания вуза начал работать младшим научным сотрудником в Институте Ближнего и Среднего Востока Академии Наук Азербайджанской ССР. 
В 1966 ― 1970 годы работал переводчиком в Афганистане. 
Является одним из лучших писателей, чьи произведения были напечатаны с наибольшим тиражом. Свой творческий путь в 1956 году, написав повесть «Мой учитель», написал также произведения «Годы без Афсаны», «Разлуке нет конца» и другие, которые за короткий срок принесли ему известность и любовь читателей. 
Его трилогия «Пропавшая невеста» покорила сердца миллионов читателей. По мотивам этого романа был снят 12-серийный одноименный художественный фильм (1993-1994). Привнес в Азербайджанскую литературу новые темы, одна из которых – описание научной среды. Своими романами «Тень самолета», «Преданная моя», писатель донес до широкой читательской массы, скрытую жизнь людей науки.
Его романы «Ayrılıgın sonu yoxmuş» («Бесконечные расхождения»), «Dünyanı tanı» («Познай мир»), «Vəfalım menim» («Мой верный») публиковались неоднократно.
Кроме писательской работы занимался научными исследованиями. Ему присвоено звание кандидата филологических наук. Работал старшим научным сотрудником Института востоковедения Национальной Академии наук Азербайджана. Написал труд «Поэзия Фаррухи Йезди», который вышел в свет еще в конце 1960-х годов. 
Известен как переводчик с фарси ряда научных и художественных произведений, в том числе «Толкование 30-й Суры Корана»; Жан Жуньер «Забытые герои»; Доктор Али Акбар Вилаяти «Из истории внешней политики Ирана при Сефевидах» и другие. 
Умер 8 октября 2009 года.

## Произведения
- «Heykəl gülür» («Памятник смеется») (рассказы), Баку, «Uşaqgəncnəşr», 1961
- «Unutmaq olmur» («Забыть невозможно») (новеллет), Баку, «Uşaqgəncnəşr», 1963
- «Məhəbbət olmayan ev» («Дома без любви») (повесть), Баку, «Azərnəşr», 1965
- «Fərruxi Yəzdinin poeziyası» («Поэзия Фаррука Язди»), Баку, «Эльм», 1965
- «Джехиз» («Приданое») (рассказы), Баку, Гянджлик, 1969
- «Pəhlvan» («Великан») (рассказы), Баку, Гянджлик, 1974
- «Təyyar kölgəsi» («Тень самолета») (роман), Баку, Гянджлик, 1974 (повторное издание: 1992)
- «İtkin gəlin» («Пропущенная невеста») (роман), Баку, Гянджлик, 1979
- «Əfsanəsiz illər» («Годы без Афсаны») (роман), Баку, Гянджлик, 1983
- «Ayrılığın sonu yoxmuş» («Бесконечное расхождение») Баку, Гянджлик, 1983
- «Vəfalım mənim» («Мой верный») Баку, Gənclik, 1985 (Повторное издание: 1992)
- «Dünyanı tanı» («Познай мир») Баку, Gənclik, 1990
- «İtkin gəlin» («Пропущенная невеста») (роман, трилогия) 1-я книга. Баку, Азернешр, 1992
- «İtkin gəlin» («Пропущенная невеста») (роман, трилогия) 2-я книга. Баку, Азернешр, 1992
- «İtkin gəlin» («Пропущенная невеста») (роман, трилогия) 3-я книга. Баку, Азернешр, 1992
- «Sevəcəym» («Я буду любить») (стихи, рассказы), Баку, Дипломат, 2001
- «Əsərləri» (Сочинения) (10 томов), 1 том, Баку, Нафта-Пресс, 2004

## Награды
- Персональная пенсия Президента Азербайджанской Республики (15 мая 2006 года)[2]